# Steve Rouiller
Steve Rouiller (sinh ngày 10 tháng 7 năm 1990) là một cầu thủ bóng đá người Thụy Sĩ thi đấu cho FC Lugano.